# Busmantsi
Busmantsi (bulgariska: Бусманци) är ett distrikt i Bulgarien.   Det ligger i kommunen Stolitjna Obsjtina och regionen Sofija-grad, i den västra delen av landet, 9 km öster om huvudstaden Sofia.
Runt Busmantsi är det i huvudsak tätbebyggt. Runt Busmantsi är det tätbefolkat, med 849 invånare per kvadratkilometer.